# Aqualung (brano musicale)
Aqualung è probabilmente la più famosa canzone del gruppo britannico rock Jethro Tull, pubblicata come prima traccia dell'omonimo album del 1971, e scritta dal leader della band, Ian Anderson, in collaborazione con la sua prima moglie, Jennie Franks. La registrazione originale dura 6 minuti e 32 secondi. 
L'assolo di chitarra di Martin Barre all'interno del pezzo è uno dei più noti ed apprezzati nella storia del rock mondiale, così come il riff iniziale entrambi eseguiti utilizzando una Gibson Les Paul Junior del 1958.
Secondo quanto sostenuto dallo stesso Anderson, l'idea di questa canzone venne dopo che egli vide una fotografia scattata dalla moglie a Londra che ritraeva un clochard.

## Testo
Il testo descrive il protagonista Aqualung: un senzatetto sporco, che passa il proprio tempo seduto su una panchina, e guarda con cattive intenzioni le ragazzine ("Eying little girls with bad intent"). 
I Jethro Tull scegliendo un barbone come protagonista del loro album vogliono esprimere una critica alla società. Il senso di smarrimento che ne consegue porta l'uomo a perdere ogni certezza e ad odiare il mondo stesso.
Ma è solo l'erronea considerazione che hanno di lui i frettolosi passanti (questo verrà spiegato anni dopo da Ian Anderson, in un'intervista, narrando anche che l'ispirazione gli venne da una foto che sua moglie aveva scattato a un senzatetto).

Nei versi successivi si rivela la vera natura di Aqualung: egli è semplicemente un vecchio, solo, malato (problemi respiratori) e sofferente (afflitto da dolori a una gamba dopo essersi chinato per raccogliere un mozzicone di sigaretta), che frequenta i gabinetti pubblici per riscaldarsi i piedi, e approfitta dell'Esercito della Salvezza per bersi ogni tanto un tè caldo che per lui è come se rappresentasse la propria salvezza. Un barbone di cui nessuno si preoccupa. Guardando Aqualung come un disgustoso pedofilo, i passanti si sentono giustificati per non aiutarlo. Ma, al contrario da loro, il cantante (Ian Anderson) lo guarda benevolmente, apostrofandolo "amico mio" e dicendogli di non scappare spaventato alla sua vista.

## Comparse in altri album
- Bursting Out (1978)
- Slipstream (1981)
- A Classic Case (1985)
- Original Masters (1985)
- 20 Years of Jethro Tull (1988)
- 20 Years of Jethro Tull: Highlights (1988)
- The Very Best of Jethro Tull (2001)
- Living with the Past (2002)
- A New Day Yesterday (2003)
- Ian Anderson Plays the Orchestral Jethro Tull (2005)
- Aqualung Live (2005)